# Prien (rzeka)
Prien – rzeka w Niemczech (Bawaria), płynąca w przeważającej części przez powiat Rosenheim. Jest jednym z najdłuższych potoków górskich w bawarskich Alpach.

## Nazwa
Nazwa rzeki pochodzi przypuszczalnie z celtyckiego określenia rzeki Brigenna – przychodząca z gór. Rzeka dała nazwę gminie targowej Prien am Chiemsee.

## Przebieg
Źródła Prien znajdują się na południe od szczytu Spitzstein, na hali Goglalm w gminie Erl w tyrolskim powiecie Kufstein w Austrii, blisko granicy z Bawarią, na wysokości 1149 m n.p.m. Tylko stosunkowo niewielka część zlewni potoku i jego biegu leży po austriackiej stronie granicy.
Potok płynie najpierw do wsi Sachrang w bawarskiej gminie Aschau im Chiemgau, skąd przez na dłuższym odcinku podąża szeroką doliną wzdłuż drogi ST 2093 w kierunku północno–wschodnim. Za Aschau dolina się rozszerza, a łańcuchy górskie z prawej i lewej strony się kończą. Potok skręca tu na północny–zachód w pobliże miejscowości Frasdorf, gdzie przecina autostradę A8 i dalej znów płynie na  północny wschód, ale tym razem meandrując wśród pagórkowatego krajobrazu. Po tym, gdy przepłynie przez największą miejscowość wzdłuż swojego biegu, Prien am Chiemsee, skręca po raz ostatni na wschód i na wschód od największej miejscowości gminy Rimsting, koło Bad, uchodzi do zatoki „Schafwaschener Bucht“ jeziora Chiemsee.
Prien, po rzece Tiroler Achen, jest drugim pod względem długości dopływem Chiemsee.